# Golden Trumpets & Silver Saxophones
Golden Trumpets & Silver Saxophones utkom 1979 och är ett album med den kristna gruppen Samuelsons. Albumet innehåller instrumentala engelska versioner av både andliga och profana sånger. Inspelad i RCA, CBS och Woodland Sound Studios i Nashville samt Park Studio och Europa Film Studios i Stockholm. Arrangerad av Jard Samuelson och Stephan Berg. Producerad av Jard Samuelson.

## Låtlista

### Sida 1
1. Give Them All (3:04)
2. You are the Sunshine of My Life (3:38)
3. Londonderry Air (3:29)
4. Let Me Be There (2:51)
5. Schlafe mein prinzchen schlaf ein (Mozart) (3:12)
6. Sailing (3:55)

### Sida 2
1. One of a Million (2:19)
2. Something Stupid (3:05)
3. Because He Lives (3:47)
4. Moody Blue (3:40)
5. Standing In The Shadows (3:53)
6. You're My World (3:53)

## Medverkande
- Piano - Ron Oates/Bill Pursell/Stephan Berg/Kjell Öhman
- Orgel - Ron Oates/Bill Pursell/Stephan Berg/Kjell Öhman
- Bas - Jack Williams/Rutger Gunnarsson/Janne Bergman/Mike Watson/Backa Hans Eriksson/Sam Bengtsson
- Trummor - Farell Morris/Larrie Londin/Ola Brunkert/Roger Palm/Joakim Andersson/Kenny Malone/Douglas Westlund
- Percussion - Farrell Morris/Douglas Westlund/Jan Bandell
- Elgitarr - Reggie Young/Jim Colvard/Hasse Rosén/Janne Schaffer/Lasse Westmann/Dale Sellers/Lasse Wellander/Steve Gibson
- Klavinett - Kjell Öhman/Ron Oates/Bill Pursell/Stephan Berg
- Akustisk gitarr - Hasse Rosén/Lasse Westmann/Bobby Thompson/John Darnell
- Steelguitar - Curly Chalker/Weldon Myrick
- Munspel - Charlie McCoy/Luciano Mosetti
- Saxofon - Ulf Andersson
- Trumpet - Luciano Mosetti
- Backup - Samuelsons/Rick Powell Strings/Sven-Olof Walldoff
- Arrangör - Rick Powell/Stephan Berg/Jard Samuelson
- Producent - Jard Samuelson